# منطقه حفاظت‌شده گرزمی
منطقهٔ حفاظت‌شدهٔ گرزمی یک منطقهٔ حفاظت‌شده با مساحت ۱۲۵۷۱ هکتار است که در استان خراسان رضوی در ایران قرار دارد. این منطقهٔ حفاظت‌شده طبق مصوبهٔ شمارهٔ ۷۱۲ در تاریخ ۱۳۸۹/۷/۱۱ در فهرست مناطق تحت حفاظت سازمان محیط زیست ایران قرار گرفت.